# Kehelyállatok
A kehelyállatok (Scyphozoa) a csalánozók (Cnidaria) törzsének egy osztálya.

## Megjelenésük
Polip- és medúzaalakjaik is egyaránt vannak, de medúzáik ismertebbek, nagyobbak, mint a polipok. Utóbbiak bizonyos fajok esetében nem is alakulnak ki. Általános jellemző rájuk, hogy űrbelüket négy endodermalis redő tagolja. A medúzák áttetsző, kocsonyás teste ernyő alakú, felül domború, alul szájcsőben folytatódik. Fogókarjai az ernyő szélén helyezkednek el, de a szájcső végén elhelyezkedő száj–végbélnyilást is fogókarók veszik körül.

## Életmódjuk
Csendesen lebegnek a vízben, vagy szaggatott mozgást végeznek; az ernyő körkörös izomrostjainak összehúzódásával kipréseli a vizet az ernyő alól. Heterotróf táplálkozásúak, gasztro-vaszkuláris rendszerük több életfontosságú szerepet is betölt: emésztés, vérkeringés, légzés, kiválasztás.

## Szaporodásuk
Szaporodásuk ivarosan és ivartalanul történik.

## Rendszerezés
Az osztályba az alábbi alosztály és rendek tartoznak:
- Koronamedúzák (Coronatae) rendje
- Korongmedúzák (Discomedusae) alosztálya
  - Zászlósszájú medúzák (Semaeostomeae) rendje
  - Gyökérszájú medúzák (Rhizostomeae) rendje